# Nesrin Javadzadeh
Nesrin Cavadzade (azerí: Nəzrin Cavadzadə; turco: Nesrin Cavadzade
; nacida 30 de julio de 1982 (41 años) en Bakú, RSS de Azerbaiyán) es una actriz de origen azerí.

## Biografía
Nació en Bakú, República Socialista Soviética de Azerbaiyán (ahora Azerbaiyán), pero se mudó a Estambul (Turquía) con su madre a los 11 años de edad. Como no hablaba en turco, tuvo que repetir el cuarto grado. Sin embargo, rápidamente aprendió el idioma. Además, habla en inglés, francés y ruso.
Hizo sus estudios secundarios en el colegio Özel Bilgi Lisesi en Şişli, donde formó parte del club de drama. Luego de finalizar el secundario, asistió al Şişli Terakki Lisesi donde también se enroló en el club de drama, y mientras estudiaba allí participó en cinco cortometrajes, los cuales fueron proyectados en festivales locales y algunos internacionales, como el Campus de Talento del Festival Internacional de Cine de Berlín, y recibió varios premios.
Luego de graduarse en el Şişli Terakki Lisesi, se matriculó en la Universidad del Mármara, en la Facultad de Bellas Artes, Cine y Televisión. Hizo su debut televisivo en Yersiz Yurtsuz y luego participó de las series de televisión Samanyolu, The girl with the red scarf, Ağır Roman Yeni Dünya, y Küçük Unğun.
Fue premiada como Mejor Actriz de Reparto en el Festival Internacional de Cine de Antalya por su actuación en la película del 2011 To Better Days y como Mejor Actriz por el film The Lamb, del 2014. Asimismo fue premiada en el Festival de Cine de Erzurum Dadas como mejor actriz, por las películas Dilber's Eight Days del 2007 y The Lamb del 2009. En 2012 recibió el premio Sadri Alışık, que recuerda a un famoso actor turco, como mejor actriz de comedia por el filme In flames. Es probablemente la actriz más popular de su país natal.
En el año 2015 actuó en el capítulo "The Legend of Tamir Zakayev" en la serie estadounidense Legends, protagonizada por Sean Bean.